# Матићева кућа у Сремским Карловцима
Матићева кућа у Сремским Карловцима је карактеристичан пример мање грађанске куће у Војводини настале под утицајем барока. Барокни утицаји на овој кући уочава се на основу мансарде и мансардног типа крова, званог tectus gallicus, који је непознат у оријенталној архитектури коју су Турци донели у Војводину у 16. и 17. веку.

## Положај
Матићева куча се налази у Улици митрополита Стратимировића број 2 у Сремским Карловцима. 

## Историја
Овај објекат припада типу кућа са мансардом, чија тачна година изградње није позната, али се објекат на основу својих архитектонскиох карактеристика поуздано може датирати у 18. век,6 на основу чињенице да су утицаји француског барока у Војводину могли доћи само посредством средњоевропских центара током европеизације војвођанских насеља у 18. веку.
Уз главни објекат је вероватно у 19. веку дозисдана мања приземна зграда, окренута забатним зидом ка улици.

## Архитектура
Кућа има три етаже: приземље, мансарду и подрум са бачвастим сводом испод једног објекта. Основа старијег дела објекта је у облику трапеза са неједнаким страницама, што указује да је прилагођена облику парцеле и да је улична фасада највероватније заузимала већи део уличног фронта парцеле. Улична фасада је претрпела одређене измене у распореду прозора и врата, као и декоративних елемената, од којих је сачуван само профилисани кровни венац. Испод венца је постојао фриз са декоративно рашчлањеним елипсама, који је карактеристичан рокајни детаљ, али је он с краја 20, века порушен. Осим профилисаног поткровног венца кућа нема пластичну декорацију на фасади. Ако је извесна декорација уопште постојала у периоду када је објекат изграђен, она је сигурно била веома скромна и сводила се на плитке оквире око прозора и потпрозорне греде.
За изгрању зидова коришћени су камен и опека, а њихова дебљина иде до 70 цм. Изнад приземне етаже издиже се преломљени мансардни кров са прозорима у виду баџа. Као кровни покривач коришћен је бибер цреп, али није искључено да је кућа првобитно била покривена шиндром.
Распоред просторија у приземљу је сложен. Кроз централни део зграде пролази
ходник, управан на осу улице, који врши функцију комуникацијског коридора повезујући јавни са приватним простором, односно са унутрашњим просторијама и двориштем. 
Све просторије у приземљу су засведене крстастим сводовима. Ова етажа је, судећи по архитектонској концепцији целог објекта, у целости или једним својим делом служила као пословни простор. Ту је могла бити трговачка, занатска или угоститељска радња.
На мансарду воде дрвене степенице, а приступ овим степеницама је из ходника. Горња етажа има три собе од којих су две окренуте ка улици, док трећа гледа на двориште. Ка дворишту је окренута и једна просторија која није била уређена за становање, већ се највероватније користила као складишни простор. Прозори на мансарди постављени су у посебном делу собе чији је под подигнут за 15 цм. Прозори на мансарди имају дрвене капке који су у горњем делу благо заобљени, што указује на утицај романтизма. Они су највероватније заменили дотрајале капке у шестој или седмој деценији 19. века.